# 油圧計
油圧計（ゆあつけい、英語: oil-pressure-meter、oil-pressure-gauge、manometer）は、内燃機関や回転機械・油圧機器などにおいて潤滑油や作動油の圧力を指示する計器、測定器である。自動車・オートバイなどの内燃機関を搭載するもののうち、潤滑油の圧力が特に重要な意味を持つ車両に装備され、操作者が現在の潤滑油圧を把握するのに用いられる。
以下では特に、自動車、オートバイの油圧計に関して記述する。また、油圧警告灯についてもこの項に記述する。

## 自動車、オートバイの油圧計
エンジンにとっては油圧はその車両の適正な走行条件や、潤滑油の適正な潤滑性能を左右する重要な要素である。
多くの潤滑油の場合油温と油圧は反比例の関係にあるため、油温の上昇はそのまま油圧の低下に直結する。
油圧を把握しないまま走行を続けると、過大負荷による油温上昇と共に油圧低下を招き、最悪の場合は潤滑性能低下によるエンジンの破損を招く場合もある。
逆に極端に油圧が高いまま走行を続けるとオイル配管の破断など重大なトラブルを招く恐れもある。
走行中の油圧の急激な変化、特に油圧の喪失は潤滑系統の重大な異常を示す物であり、エンジンの状態を示す指標ともなるため、現在では多くの車種に何らかの形で油温計若しくは油圧警告灯が搭載されている。
計器としての単位はkg/cm2であるが、純正装着品の場合文字盤には異常な油圧上昇状態を示すレッドゾーン表記と、完全な暖機完了及び適切な油圧を示す中間ライン、油圧喪失を示す下限ラインの表示以外に数字は記載されていない場合がある。一般的には油圧計上限部分が6kg/cm2前後、中間部分が2kg/cm2前後、下限部分が0kg/cm2を示している場合が多いとされている。

## 構造
現在使用されている油圧計は、大きく分けて機械式と電気式に分類される。両者の大きな違いは、メーターが油圧を機械的に読み取るか、油圧センサーを介して電気的に読み取るかである。

### 機械式油圧計
機械式油圧計は、メーター内に直接オイルを引き込んで油圧を表示する形式である。
メーターまで直接オイルラインを引く必要があることから、配管の設置に手間が掛かる欠点はあるが、電気式に比べて安価なため、現在でも廉価な社外油圧計などに採用例が多い。

### 電気式油圧計・油圧警告灯
電気式油圧計は潤滑系統に備えられた油圧センサーの圧力値の上下動によって、電気式メーターに潤滑油圧を表示する方式である。
現在の車両に備え付けられている油圧計はほぼ全てこの形式であるが、純正の油圧計では油圧の数値を直接数値的に表示する物は少ない。
また、油圧計の代わりに油圧喪失を示す油圧警告灯で代用されている車種も多い。
油圧警告灯はダッシュボードのメーターパネル内に他の警告灯と共に備え付けられている。日本車においては、純正装備の油圧警告灯は、潤滑油がほぼ失われた状態に陥らないと点灯しないものが多い。そのため、油圧警告灯が点灯した時には潤滑油が全喪失している可能性が高く、かつエンジンに重大なダメージを与える可能性が高いため、油圧警告灯が点灯した場合は、速やかにエンジンを停止することがのぞましい。
社外品の後付けメーターにおいては、油圧センサーの抵抗値をより厳密に数値的に表記する物も存在する。
これはこうしたメーターを利用する車両のチューニングの進行度合いや走行状況の変化により、油圧が大幅に低下する事態をドライバーが早期に察知する必要があるためである。

## 装備としての油圧計
油圧計は各種計器の中でも純正採用が最も遅かった計器の一つである。
これは、油圧その物は「有るか無いか」だけが本来重要視される項目であり、一部のスポーツ車種を除いて正確な数値を表記する必要性があまりなかったことに起因する。そのため、純正計器ではほとんどが油圧警告灯のみが装備されている。
現在でも一部の車種を除いて油圧計そのものを純正で採用する車種は少なく、油圧計を利用するには専ら後付けメーターによるところが大きい。
当然ながら、油圧計は法律上必要な装備とはされておらず、油圧計の有無や動作状況に関わらず、車検に影響することはない。

### 競技・スポーツ装備としての油圧計
モータースポーツ競技においては、油圧の変化はエンジン出力の低下や、エンジンブローなどを招く重要な要素となる。
また、車両の改造度合いによって潤滑油の性能や粘度が大幅に変化しうる環境下にあるため、現在のオイルがエンジン性能に対して適切であるか否かを知る意味でも、ある程度正確な油圧計が必須となっている。
競技における油圧計のもう一つの側面として、潤滑油の性能を計る意味合いでも用いられる。性能の低いオイルの場合同じ走行条件でも早く油圧が低下する傾向を示すため、より良い潤滑油を選定する意味でも油圧計を装着する意義があるとされている。